# Andaz Apna Apna
Pour les articles homonymes, voir Andaz.
Pour plus de détails, voir Fiche technique et Distribution.
Andaz Apna Apna (hindi : अंदाज़अपनाअपना, trad. : à chacun, son propre style) est un film indien sorti le 11 avril 1994. Il est réalisé par Rajkumar Santoshi et a pour vedettes Aamir Khan, Salman Khan, Raveena Tandon et Karisma Kapoor.
Le film est nommé lors de la cérémonie des Filmfare Awards dans quatre catégories ; meilleur film (Vinay Kumar Sinha), meilleur réalisateur (Rajkumar Santoshi), meilleur acteur (Aamir Khan) et meilleur acteur comique (Shakti Kapoor).

## Terrain
Amar Manohar et Prem Bhopali sont des rêveurs vivant respectivement avec leurs pères Murli et Bankelal. Ils apprennent que la fille du millionnaire Ram Gopal Bajaj, Raveena Bajaj, vient de Londres en Inde avec sa secrétaire Karishma pour trouver un marié convenable. Amar et Prem décident de courtiser Raveena pour obtenir une part de la richesse de son père.
Amar et Prem se rencontrent lorsqu'ils s'échappent de leurs villes et montent dans un bus à destination d'Ooty où vivent Raveena et Karishma. Ils se rendent vite compte qu'ils ont le même objectif et ils échouent également à plusieurs tentatives pour courtiser Raveena et Karishma mais ils parviennent à entrer dans leur maison.
Amar prétend qu'il a perdu la mémoire et la vue après avoir été assommé par Raveena alors qu'il tentait de flirter avec elle, tandis que Prem prétend être médecin chez eux pour le guérir de ses maladies mais il tombe sans le savoir amoureux de Karishma.
Pendant ce temps, personne ne sait que Ram Gopal a un frère jumeau diabolique, Shyam Gopal "Teja" Bajaj, qui envisage de le kidnapper et de se faire passer pour lui pour se rendre à Londres. Il a également envoyé ses deux acolytes Robert et Bhalla vivre dans la maison de Raveena et Karishma en tant que serviteurs. Plus tard, Amar et Prem découvrent que la secrétaire Karishma est en fait la riche "Raveena" tandis que la riche Raveena est en fait la secrétaire "Karishma", car ils avaient échangé leurs identités car Raveena voulait trouver un marié convenable pour elle-même qui l'aimera, pas son argent. Cependant, Amar tombe toujours amoureux du vrai Karishma tandis que Prem tombe également amoureux du vrai Raveena.
Bientôt, Ram Gopal arrive en Inde et voyant la vraie nature d'Amar et Prem, décline leurs mariages avec Raveena et Karishma, respectivement. Ils planifient un faux enlèvement de lui avec leurs amis où ils le "sauveront" héroïquement, ce qui le fera accepter pour leurs mariages. Teja prévoit également avec Robert et Bhalla de kidnapper Ram Gopal et de voler tout son argent converti en ses diamants. Robert et Bhalla parviennent en quelque sorte à kidnapper Ram Gopal, ce qui choque Amar et Prem. Quand ils vont à la cachette de Teja pour sauver Ram Gopal, ils prennent Teja pour lui et l'emmènent chez lui.
Le lendemain, Raveena et Karishma font part de leurs soupçons à Amar et Prem qui découvrent la vérité en suivant secrètement Teja jusqu'à sa cachette où Ram Gopal le trompe et s'échappe de sa prison cachée. Cependant, Amar et Prem le confondent avec Teja et l'emprisonnent à nouveau - ce qui fait que Teja emprisonne également Amar et Prem avant de s'échapper de sa cachette. Amar et Prem parviennent toujours à convaincre Robert et Bhalla et Ram Gopal est Teja et le libèrent de la prison. Un Teja qui s'échappe est alors arrêté par Amar et Prem avec Robert et Bhalla.
Pendant ce temps, tout au long du film, Robert et Bhalla sont constamment harcelés par Crime Master Gogo qui exige que son argent soit repris par Teja, mais il découvre les diamants de Ram Gopal et il le kidnappe avec Raveena et Karishma. À la cachette de Gogo, Amar et Prem arrivent et ils essaient de contrôler la situation avec Ram Gopal alors que chaque motif de chaque méchant est révélé dans une impasse comique. Cependant, la police, déjà appelée par Amar et Prem, parvient à trouver la cachette de Gogo et à arrêter tous les criminels. Ram Gopal récupère enfin tous ses diamants et il accepte également les mariages d'Amar et Prem avec Raveena et Karishma, respectivement.

## Synopsis
Le film narre l'histoire de deux escrocs interprétés par Salman Khan et Aamir Khan qui tentent de séduire une riche héritière (Raveena Tandon) dans le but de lui voler sa fortune, se doutant de la supercherie Raveena décide d'échanger son identité avec sa secrétaire Karishma Karishma Kapoor.

## Fiche Technique
- Titre : Andaz Apna Apna
- Réalisateur : Rajkumar Santoshi
- Scénario : Rajkumar Santoshi
- Musique : Tushar Bhatia
- Paroles : Rajkumar Santoshi
- Directeur de la photographie : Ishwar Bidri
- Production : Vinay Kumar Sinha
- Langue : hindi
- Pays d'origine : Inde
- Format : Couleurs
- Genre : comédie
- Durée : 160 min
- Dates de sortie en salles : 11 avril 1994 (Inde)

 Sauf indication contraire, les informations mentionnées dans cette section peuvent être confirmées par la base de données cinématographiques IMDb,  présente dans la section « Liens externes ».

## Distribution
- Aamir Khan : Amar Manohar
- Salman Khan : Prem Bhopali
- Raveena Tandon : Raveena
- Karisma Kapoor : Karishma

## Box office
Andaz Apna Apna a connu un mauvais démarrage au box-office, néanmoins il acquiert progressivement un statut de film culte. Au total les recettes du film s'élèvent à plus 500 300 000 de Roupies de ce qui en fait un hit au box-office.

## Autour du film
Pendant le tournage les deux actrices principales du film Karishma Kapoor et (Raveena Tandon) eurent une altercation physique qui a fait les choux gras de la presse people indienne.